# Paris Masters 2009 - Qualificazioni singolare
Le qualificazioni del singolare  del Paris Masters 2009 sono state un torneo di tennis preliminare per accedere alla fase finale della manifestazione. I vincitori dell'ultimo turno sono entrati di diritto nel tabellone principale. In caso di ritiro di uno o più giocatori aventi diritto a questi sono subentrati i lucky loser, ossia i giocatori che hanno perso nell'ultimo turno ma che avevano una classifica più alta rispetto agli altri partecipanti che avevano comunque perso nel turno finale.
Le qualificazioni del torneo Paris Masters 2009 prevedevano 24 partecipanti di cui 6 sono entrati nel tabellone principale.

## Teste di serie
1. Serhij Stachovs'kyj (ultimo turno)
2. Marc Gicquel (ultimo turno)
3. Frederico Gil (ultimo turno)
4. Florent Serra (ultimo turno)
5. Peter Luczak (primo turno)
6. Ernests Gulbis (primo turno)

1. Arnaud Clément (Qualificato)
2. Vincent Millot (primo turno)
3. Alejandro Falla (Qualificato)
4. Thierry Ascione (primo turno)
5. Łukasz Kubot (Qualificato)
6. David Guez (primo turno)

## Qualificati
1. Arnaud Clément
2. Alejandro Falla
3. Vincent Millot

1. Łukasz Kubot
2. David Guez
3. Thierry Ascione

## Tabellone

### Legenda
| - Q = Qualificato - WC = Wild card - LL = Lucky loser | - ALT = Alternate - SE = Special Exempt - PR = Protected Ranking | - w/o = Walkover - r = Ritirato - d = Squalificato |

### Sezione 1
|  | Primo turno | Primo turno                 | Primo turno                 | Primo turno | Primo turno |  |  | Ultimo turno | Ultimo turno        | Ultimo turno        | Ultimo turno        | Ultimo turno |  |
|  |             |                             |                             |             |             |  |  |              |                     |                     |                     |              |  |
|  | 1           | Serhij Stachovs'kyj         | 7                           | 3           | 7           |  |  |              |                     |                     |                     |              |  |
|  |             | Josselin Ouanna             | 64                          | 6           | 65          |  |  | 1            | Serhij Stachovs'kyj | Serhij Stachovs'kyj | Serhij Stachovs'kyj | 6r           |  |
|  | 7           | Arnaud Clément              | Arnaud Clément              | 7           | 6           |  |  | 7            | Arnaud Clément      | Arnaud Clément      | Arnaud Clément      | 5            |  |
|  |             | Jonathan Dasnieres De Veigy | Jonathan Dasnieres De Veigy | 6(0)        | 1           |  |  |              |                     |                     |                     |              |  |

### Sezione 2
|  | Primo turno | Primo turno            | Primo turno            | Primo turno | Primo turno |  |  | Ultimo turno | Ultimo turno    | Ultimo turno | Ultimo turno | Ultimo turno |  |
|  |             |                        |                        |             |             |  |  |              |                 |              |              |              |  |
|  | 2           | Marc Gicquel           | Marc Gicquel           | 6           | 6           |  |  |              |                 |              |              |              |  |
|  |             | Édouard Roger-Vasselin | Édouard Roger-Vasselin | 4           | 4           |  |  | 2            | Marc Gicquel    | 3            | 7            | 6            |  |
|  | 9           | Alejandro Falla        | Alejandro Falla        | 6           | 6           |  |  | 9            | Alejandro Falla | 6            | 5            | 7            |  |
|  |             | Laurent Recouderc      | Laurent Recouderc      | 3           | 3           |  |  |              |                 |              |              |              |  |

### Sezione 3
|  | Primo turno | Primo turno    | Primo turno | Primo turno | Primo turno |  |  | Ultimo turno | Ultimo turno   | Ultimo turno | Ultimo turno | Ultimo turno |  |
|  |             |                |             |             |             |  |  |              |                |              |              |              |  |
|  | 3           | Frederico Gil  | 6           | 64          | 7           |  |  |              |                |              |              |              |  |
|  |             | Alberto Martín | 4           | 7           | 5           |  |  | 3            | Frederico Gil  | 4            | 6            | 2            |  |
|  |             | Vincent Millot | 65          | 6           | 6           |  |  |              | Vincent Millot | 6            | 3            | 6            |  |
|  | 8           | Simone Bolelli | 7           | 4           | 3           |  |  |              |                |              |              |              |  |

### Sezione 4
|  | Primo turno | Primo turno    | Primo turno   | Primo turno   | Primo turno |  |  | Ultimo turno | Ultimo turno  | Ultimo turno | Ultimo turno | Ultimo turno |  |
|  |             |                |               |               |             |  |  |              |               |              |              |              |  |
|  | 4           | Florent Serra  | Florent Serra | Florent Serra | W-O         |  |  |              |               |              |              |              |  |
|  |             | Lamine Ouahab  | Lamine Ouahab | Lamine Ouahab |             |  |  | 4            | Florent Serra | 3            | 6            | 3            |  |
|  | 11          | Łukasz Kubot   | 5             | 6             | 7           |  |  | 11           | Łukasz Kubot  | 6            | 2            | 6            |  |
|  |             | Michael Berrer | 7             | 4             | 64          |  |  |              |               |              |              |              |  |

### Sezione 5
|  | Primo turno | Primo turno     | Primo turno     | Primo turno | Primo turno |  |  | Ultimo turno | Ultimo turno | Ultimo turno | Ultimo turno | Ultimo turno |  |
|  |             |                 |                 |             |             |  |  |              |              |              |              |              |  |
|  |             | Iván Navarro    | Iván Navarro    | 6           | 6           |  |  |              |              |              |              |              |  |
|  | 5           | Peter Luczak    | Peter Luczak    | 4           | 4           |  |  | Iván Navarro | Iván Navarro | Iván Navarro | 3            | 4            |  |
|  |             | David Guez      | David Guez      | 6           | 6           |  |  | David Guez   | David Guez   | David Guez   | 6            | 6            |  |
|  | 12          | Robert Kendrick | Robert Kendrick | 3           | 4           |  |  |              |              |              |              |              |  |

### Sezione 6
|  | Primo turno | Primo turno        | Primo turno        | Primo turno       | Primo turno |  |  | Ultimo turno      | Ultimo turno      | Ultimo turno      | Ultimo turno | Ultimo turno |  |
|  |             |                    |                    |                   |             |  |  |                   |                   |                   |              |              |  |
|  |             | Mathieu Rodrigues  | Mathieu Rodrigues  | Mathieu Rodrigues | W-O         |  |  |                   |                   |                   |              |              |  |
|  | 6           | Ernests Gulbis     | Ernests Gulbis     | Ernests Gulbis    |             |  |  | Mathieu Rodrigues | Mathieu Rodrigues | Mathieu Rodrigues | 2            | 1            |  |
|  |             | Thierry Ascione    | Thierry Ascione    | 6                 | 6           |  |  | Thierry Ascione   | Thierry Ascione   | Thierry Ascione   | 6            | 6            |  |
|  | 10          | Tejmuraz Gabašvili | Tejmuraz Gabašvili | 2                 | 1           |  |  |                   |                   |                   |              |              |  |